# Friday I'm in Love
"Friday I'm in Love" är en låt av den brittiska musikgruppen The Cure, utgiven som singel 1992. Den återfinns på gruppens nionde studioalbum, Wish, utgivet den 21 april samma år.
"Friday I'm in Love" användes som signaturmelodi till filmen He's Just Not That into You 2009 samt som vinjettlåt till TV-serien Andra Avenyn i SVT 1 mellan 2007 och 2010.

## Listplaceringar
| Lista (1992)                | Topplacering |
| --------------------------- | ------------ |
| Australien                  | 39           |
| Nederländerna               | 32           |
| Norge                       | 7            |
| Schweiz                     | 17           |
| Storbritannien              | 6            |
| Sverige                     | 17           |
| USA (Billboard Hot 100)     | 18           |
| USA (Dance/Club Play Songs) | 32           |
| USA (Alternative Songs)     | 1            |
| Österrike                   | 13           |

### Fotnoter
1. ↑  Film trailer: He's Just Not That into You guardian.co.uk, 2 oktober 2008
2. ↑  ”Listplacering”. http://australian-charts.com/showitem.asp?interpret=The+Cure&titel=Friday+I%27m+In+Love&cat=s. Läst 29 maj 2011.
3. ↑  ”Listplacering”. http://dutchcharts.nl/showitem.asp?interpret=The+Cure&titel=Friday+I%27m+In+Love&cat=s. Läst 29 maj 2011.
4. ↑  ”Listplacering”. http://norwegiancharts.com/showitem.asp?interpret=The+Cure&titel=Friday+I%27m+In+Love&cat=s. Läst 29 maj 2011.
5. ↑  ”Listplacering”. http://hitparade.ch/showitem.asp?interpret=The+Cure&titel=Friday+I%27m+In+Love&cat=s. Läst 29 maj 2011.
6. ↑  ”Listplacering”. Arkiverad från originalet den 25 maj 2012. https://archive.is/20120525192219/http://www.chartstats.com/release.php?release=19594. Läst 29 maj 2011.
7. ↑  ”Listplacering”. http://swedishcharts.com/showitem.asp?interpret=The+Cure&titel=Friday+I%27m+In+Love&cat=s. Läst 29 maj 2011.
8. 1 2 3  ”Listplacering”. http://www.billboard.com/#/song/the-cure/friday-i-m-in-love/272785. Läst 29 maj 2011.
9. ↑  ”Listplacering”. http://austriancharts.at/showitem.asp?interpret=The+Cure&titel=Friday+I%27m+In+Love&cat=s. Läst 29 maj 2011.